# Hirtodrosophila tenuinokogiri
Hirtodrosophila tenuinokogiri är en tvåvingeart som först beskrevs av Toyohi Okada 1991.  Hirtodrosophila tenuinokogiri ingår i släktet Hirtodrosophila och familjen daggflugor. Inga underarter finns listade i Catalogue of Life.